# 剑齿蛇根草
剑齿蛇根草（学名：Ophiorrhiza ensiformis）为茜草科蛇根草属的植物，为中国的特有植物。分布在中国大陆的云南等地，生长于海拔2,000米的地区，常生长在溪边，目前尚未由人工引种栽培。